# Paul Arano
Cristian Paul Arano Ruiz (Santa Cruz de la Sierra, 23 de febrero de 1995) es un futbolista boliviano. Juega como centrocampista en Guabirá de la Primera División de Bolivia.

## Clubes
| Club           | País    | Año               |
| -------------- | ------- | ----------------- |
| Blooming       | Bolivia | 2014 - 2016       |
| Club Petrolero | Bolivia | 2017              |
| Blooming       | Bolivia | 2018 - 2019       |
| Wilstermann    | Bolivia | 2020 - 2021       |
| Blooming       | Bolivia | 2022              |
| The Strongest  | Bolivia | 2023              |
| Real Tomayapo  | Bolivia | 2024              |
| Guabirá        | Bolivia | 2025 - Actualidad |

## Selección nacional

### Participaciones en Sudamericanos
| Competición                            | Sede    | Resultado    | Part. | Goles |
| -------------------------------------- | ------- | ------------ | ----- | ----- |
| Campeonato Sudamericano Sub-20 de 2015 | Uruguay | Primera fase | 4     | 0     |

### Participaciones en Copas Américas
| Copa              | Sede   | Resultado      | Partidos | Goles |
| ----------------- | ------ | -------------- | -------- | ----- |
| Copa América 2019 | Brasil | Fase de grupos | 1        | 0     |

## Palmarés

### Campeonatos nacionales
| Título           | Club          | País    | Año  |
| ---------------- | ------------- | ------- | ---- |
| Primera División | The Strongest | Bolivia | 2023 |